# Mercator
Družba Poslovni sistem Mercator d.o.o. je ena največjih gospodarskih družb v Sloveniji in je del skupine Fortenova Grupa.
Mercatorjeva zgodba sega v leto 1949, ko je bilo ustanovljeno podjetje trgovine na debelo Živila Ljubljana, predhodnik družbe Poslovni sistem Mercator d.o.o. Ob svojem začetku je Mercator prodajal blago kar iz skladišča, danes je Mercator med najsodobnejšimi trgovci v regiji.

## Trgi poslovanja Skupine Mercator

### Slovenija
Družba Poslovni sistem Mercator d.o.o. je največja trgovska družba v Sloveniji in ima skupaj s franšiznimi prodajalnami 609 enot (na dan december 2022).  Osnovna dejavnost družbe je prodaja izdelkov za vsakdanjo potrošnjo, ločeno poslovno področje pa predstavljata program izdelkov za dom (M Tehnika) in veleprodaja (Cash&Carry). Na slovenskem trgu delujeta tudi dve samostojni Mercatorjevi proizvodni družbi Mercator - Emba, d. d., in Mercator IP d.o.o., v Mercatorjevi lasti pa je tudi podjetje s samopostrežnimi bencinskimi servisi Maxen.
Mercator je v Sloveniji prepoznan kot nacionalni trgovec zaradi razvejanosti in dostopnosti svojih trgovin.
Bil je prvi trgovec z izdelki vsakodnevne rabe v Sloveniji s svojo spletno trgovino, prvi je postavil samopostrežne blagajne, prvi je ponudil nakupovanje z mobilno aplikacijo M sken in M sken mobile, prvi med trgovci je razvil mobilno platformo Moj M z mobilno denarnico M Pay.
Mercator Šiška Slovenija je organizacija IGD pred časom uvrstila na seznam 15 trgovin na svetu, ki jih je vredno obiskati.